# 동복 오씨
동복 오씨(同福吳氏)는 전라남도 화순군 동복면을 본관으로 하는 한국의 성씨이다.

## 역사
오현좌(吳賢佐)가 거란의 침략을 막아낸 공이 인정되어 동복군(同福君)에 봉해지고, 그의 후손들은 아들 오녕(吳寧)을 시조(始祖)로 하고 동복(同福)을 관향(貫鄕)으로 삼게 되었다. 그리고 그의 후손 오잠(吳潛)이 1320년(충숙왕 7년) 첨의찬성사(僉議贊成事)에 오르고, 구성군(龜城君)에 봉해졌다.
동복 오씨는 조선조에 문과 급제자 32명을 배출하였다. 9세 오승(吳陞)이 조선 세종 때 공조판서와 대제학을 역임하였다. 
15세 오억령(吳億齡)이 청백리에 녹선되고 우참찬을 지냈다. 오억령의 동생 오백령(吳百齡)은 광해군 때 복천군(福川君)에 봉군되었고, 오백령의 아들 오단(吳端)의 딸이 인조 3남 인평대군과 혼인하였다. 오단의 손자 오시수(吳始壽)는 남인의 영수로서 1679년(숙종 5년) 우의정에 올랐다.

## 항렬자
| 23세     | 24세          | 25세     | 26세          | 27세   | 28세              | 29세     | 30세          | 31세     | 32세   | 33세     | 34세     | 35세     | 36세   | 37세     | 38세              | 39세   | 40세     | 41세     | 42세     |
| -------- | ------------- | -------- | ------------- | ------ | ----------------- | -------- | ------------- | -------- | ------ | -------- | -------- | -------- | ------ | -------- | ----------------- | ------ | -------- | -------- | -------- |
| 口진(鎭) | 영(泳) 제(濟) | 口상(相) | 연(然) 병(炳) | 재(在) | 口탁(鐸) 口용(鏞) | 口록(祿) | 병(秉) 근(根) | 口묵(默) | 치(致) | 口일(鎰) | 口원(源) | 口동(東) | 응(應) | 口균(均) | 口종(鍾) 口용(鏞) | 해(海) | 口식(植) | 口환(煥) | 口희(喜) |

## 인구
- 1985년 11,977가구 50,648명
- 2000년 17,317가구 55,517명
- 2015년 73,394명